# Gazda Anikó
Gazda Anikó (Budapest, 1933. augusztus 11. – Budapest, 1990. szeptember 19.) magyar építész, művészettörténész, a magyarországi zsinagógaépítészet egyik első kutatója.

## Élete
Gazda Károly (1891–1945) részvénytársasági igazgató és Stern Ilona (1907–1994) lányaként született. 1956-ban szerzett diplomát a Budapesti Műszaki Egyetem Építészmérnöki Karán. Ezt követően a LAKÓTERV vállalat salgótarjáni részlegénél kapott munkát, amely új házak tervezését is magában foglalta. Az 1960-as években rövid ideig egy izraeli-magyar építészmérnök tervezőirodájában dolgozott. Miután visszatért Magyarországra, a  Városépítési Tervező Iroda Műemléki Osztályán helyezkedett el, és műemléki védettségű magyar épületek helyreállítását készítette elő. Már korábbi munkái mellett is kutatta a magyar népi építészetet, ezért az 1970-es években – mint a témakör legjobb ismerőjét – megbízták a magyar falvak építészeti értékeinek helyi felmérésével, dokumentálásával.
Az 1980-as évektől új kutatási elemként jelent meg – Dávid Ferenc művészettörténésszel közösen, Klein Rudolf segítségét is igénybe véve – a magyarországi (pontosabban Kárpát-medencei) zsidóság zsinagógaépítészetének kérdésköre. Számos helyszíni vizsgálat mellett komoly könyvtári és levéltári kutatások előzték meg az egyik első magyar zsinagógaépítészeti mű kiadását, amely 1 évvel halála előtt jelent meg (Magyarországi zsinagógák). Ezirányú kutatásainak második könyvben közreadását 1990-es halála miatt már nem érte meg, az később tudott Komoróczy Géza segítségével csak megjelenni.
57 éves korában érte a halál. Testét a Kozma utcai izraelita temetőben helyezték nyugalomra.

## Könyvei
- (társszerzőkkel) Magyarországi zsinagógák, Műszaki Könyvkiadó, Budapest, 1989, ISBN 963-10-8231-8[5]
- Zsinagógák és zsidó községek Magyarországon. Térképek, rajzok, adatok, MTA Judaisztikai Kutatócsoport, Budapest, 1991, ISBN 963-7450-11-4 (Hungaria Judaica 1.)